# Specie italiane di Ranunculus
La voce elenca le specie di Ranunculus della flora italiana e in particolare le specie alpine.

## Elenco specie spontanee italiane
Per meglio comprendere ed individuare le varie specie del genere Ranunculus (solamente per le specie spontanee della flora italiana) l'elenco che segue utilizza in parte il sistema delle chiavi analitiche (vengono cioè indicate solamente quelle caratteristiche utili a distinguere una specie dall'altra).
- Subgenere Ranunculus: piante terrestri dotate di fusto rigido eretto e peduncoli fruttiferi eretti;

- Sezione A: il colore dei petali è giallo; il calice ha 3 sepali;

- Gruppo di R. ficaria: la parte sotterranea del fusto è tuberosa; la lamina delle foglie è del tipo cordato; la corolla ha 8 – 11 petali; la forma biologica è geofita bulbosa (G bulb);

- R. ficaria L. - Ranuncolo favagello: la nervatura dei petali è poco ramificata; il nettario è bilobo a forma più o meno rotonda; l'altezza della pianta varia da 6 a 30 cm; il ciclo biologico è perenne;  il tipo corologico è Eurasiatico. L'habitat tipico sono i boschi di latifoglie ed è distribuita comunemente su tutto il territorio italiano fino ad un'altitudine di 1300 m s.l.m..
- R. ficariiformis F. W. Schultz - Ranuncolo favagello maggiore: la nervatura dei petali è molto ramificata; il nettario ha una forma ovale; l'altezza della pianta varia da 10 a 30 cm; il ciclo biologico è perenne; il tipo corologico è Eurimediterraneo. L'habitat tipico sono i boschi cedui ed è distribuita nella zona peninsulare del territorio italiano fino ad un'altitudine di 1000 m s.l.m..

- Sezione B: il ciclo biologico delle piante è perenne; le foglie hanno la lamina divisa (almeno quelle superiori); il colore dei petali è giallo; il calice ha 5 sepali; la testa del frutto ha una forma sferica;

- Gruppo 1A: le foglie basali sono del tipo 3-4 pennatosette; il becco degli acheni è di 3 mm;

- R. isthmicus Boiss. - Ranuncolo dell'istmo: l'altezza della pianta varia da 6 a 10 cm; la forma biologica è emicriptofita scaposa (H scap); il tipo corologico è Sud Mediterraneo. L'habitat tipico sono le zone umide e si trova raramente solo in Sicilia fino ad un'altitudine di 600 m s.l.m..

- Gruppo 1B: le foglie basali sono palmato-partite con lunghi segmenti; il becco degli acheni è breve;

- Gruppo 2A: le piante sono fondamentalmente glabre; l'achenio è liscio;

- Gruppo 3A: la forma del becco dell'achenio è triangolare ed è lungo come il seme;

- R. cordiger Viv. - Ranuncolo cordato: l'altezza della pianta varia da 20 a 30 cm; la forma biologica è emicriptofita scaposa (H scap); il tipo corologico è Endemico. L'habitat tipico sono le zone paludose e si trova raramente solo in Sardegna ad un'altitudine compresa tra 700 e 1600 m s.l.m..

- Gruppo 3B: il becco del seme è lungo meno di ¼ del totale dell'achenio;

- Gruppo 4A: l'achenio ha una forma ovoide; il fusto è unifloro; il contorno delle foglie basali è del tipo reniforme;

- R. pygmaeus Wahlenb. - Ranuncolo pigmeo: l'altezza della pianta varia da 2 a 5 cm; la forma biologica è emicriptofita scaposa (H scap); il tipo corologico è (Circumboreale) Artico-Alpino. L'habitat tipico sono le zone le vallette nivali e si trova raramente solo in Alto Adige ad un'altitudine compresa tra 1800 e 2600 m s.l.m..

- Gruppo 4B: l'achenio ha una forma appiattita; il fusto è ramoso e multifloro; il contorno delle foglie basali è circolare o poligonale;

- Gruppo 5A: il ricettacolo è glabro; le piante sono relativamente alte;

- Gruppo 6A: gli acheni sono pubescenti;

- Gruppo di R. auricomus: questo gruppo apomittico comprende una ventina di specie; qui vengono indicate solamente le tre fondamentali (nel paragrafo Sistematica della voce Ranunculus auricomus sono descritte tutte le specie di questo gruppo);

- R. auricomus L. - Ranuncolo botton d'oro: le foglie basali hanno la lamina profondamente divisa di tipo palmato-partita; l'altezza della pianta varia da 30 a 50 cm; la forma biologica è emicriptofita scaposa (H scap); il tipo corologico è Euro - Siberiano. L'habitat tipico sono i boschi di latifoglie e si trova solamente nelle Alpi ad un'altitudine fino a 1200 m s.l.m..
- R. fallax (Wimmer. & Grab.) Kerner. - Ranuncolo incerto: le foglie basali hanno la lamina meno profondamente divisa in 3 lobi allargati; l'altezza della pianta varia da 30 a 50 cm; la forma biologica è emicriptofita scaposa (H scap); il tipo corologico è Centro - Europeo. L'habitat tipico sono i boschi di latifoglie e si trova in modo discontinuo su tutta la penisola italiana (più frequentemente al nord) ad una altitudine fino a 1500 m s.l.m..
- R. cassubicus L. - Ranuncolo polacco:  le foglie basali hanno la lamina intera (di tipo reniforme) con margini dentellati; l'altezza della pianta varia da 30 a 50 cm; la forma biologica è emicriptofita scaposa (H scap); il tipo corologico è Eurasiatico. L'habitat tipico sono i prati umidi e si trova raramente nell'Italia del Nord-Est ad una altitudine compresa fra 500 e 2200 m s.l.m..

- Gruppo 6B: gli acheni sono glabri;

- R. acris L. - Ranuncolo comune: la lamina delle foglie basali è divisa in modo incompleto in 5 – 7 segmenti; l'altezza della pianta varia da 30 a 70 cm; la forma biologica è emicriptofita scaposa (H scap); il tipo corologico è Subcosmopolita. L'habitat tipico sono i prati e le zone abbandonate; è comune su tutta la penisola italiana (assente nelle isole) ad una altitudine fino a 1600 m s.l.m..
- R. serbicus Vis. - Ranuncolo di Calabria: la lamina delle foglie basali è divisa incompletamente in 3 segmenti (quello centrale può essere picciolato); l'altezza della pianta varia da 30 a 100 cm; la forma biologica è emicriptofita scaposa (H scap); il tipo corologico è Orofita - Mediterraneo. L'habitat tipico sono i prati umidi e paludosi; si trova solo in Calabria ad una altitudine compresa fra 800 e 1300 m s.l.m..

- Gruppo 5B: il ricettacolo è peloso; le piante non sono molto alte;

- R. repens L. - Ranuncolo strisciante: i fusti hanno un portamento strisciante; il segmento centrale delle foglie basali è peduncolato; l'altezza della pianta varia da 12 a 35 cm; la forma biologica è emicriptofita reptante (H rept); il tipo corologico è Paleotemperato - Subcosmopolita. L'habitat tipico sono i prati inondati e sponde dei torrenti; è comune in tutta Italia fino ad una altitudine di 2000 m s.l.m..
- Gruppo di R. montanus: i fusti hanno un portamento eretto; i segmenti delle foglie basali sono tutti inseriti nello stesso punto. Questo gruppo polimorfo è composto da 9 specie (R. clethraphilus Litard., R. carinthiacus Hoppe, R. montanus Willd., R. pollinensis (Terr.) Chiov., R. aduncus G. & G., R. apenninus Chiov., R. oreophilus Bieb., R. venetus Huter, R. grenieranus Jordan); qui viene descritta la specie principale, le altre sono descritte nel paragrafo Variabilità della voce Ranunculus montanus.

- R. montanus Willd. - Ranuncolo montano: l'altezza della pianta varia da 10 a 40 cm; la forma biologica è emicriptofita scaposa (H scap); il tipo corologico è Endemico - Alpico. L'habitat tipico sono i prati falciati e concimati; è comune nelle Alpi ad una altitudine compresa fra 1000 e 2500 m s.l.m..

- Gruppo 2B: le piante sono villose con peli lunghi 1 – 2 mm almeno alla base del fusto;

- Gruppo 7A: il fusto alla base è ingrossato (bulbo da almeno 1 cm);

- R. bulbosus L. - Ranuncolo bulboso: l'altezza della pianta varia da 15 a 50 cm; la forma biologica è emicriptofita scaposa (H scap); il tipo corologico è Eurasiatico. L'habitat tipico sono i prati e aree abbandonate; è comune su tutto il territorio italiano fino ad una altitudine di 2100 m s.l.m..

- Gruppo 7B: i fusti non sono ingrossati;

- Gruppo 8A: il becco degli acheni è diritto (o lievemente incurvato);

- R. cymbalarifolius Balbis - Ranuncolo a foglie di cimbalaria: i fiori hanno un diametro massimo di 1 cm; l'altezza della pianta varia da 2 a 5 cm; la forma biologica è emicriptofita scaposa (H scap); il tipo corologico è Eurasiatico. L'habitat tipico sono i prati e aree abbandonate; è comune su tutto il territorio italiano fino ad una altitudine di 2100 m s.l.m..

- Gruppo 9A: il diametro dei fiori varia da 1 – 4 cm; l'altezza del fusto può arrivare a 100 cm; il ricettacolo è glabro;

- Gruppo 10A: alla fioritura i sepali sono pendenti e appressati al peduncolo; la lamina delle foglie basali ha un contorno triangolare con segmenti ravvicinati uno all'altro;

- R. velutinus Ten. - Ranuncolo vellutato: l'altezza della pianta varia da 30 a 60 cm; la forma biologica è emicriptofita scaposa (H scap); il tipo corologico è Nord Mediterraneo. L'habitat tipico sono i prati umidi; è comune su tutto il territorio italiano escluse le Alpi (sono comprese alcune Prealpi) fino ad una altitudine di 900 m s.l.m..

- Gruppo 10B: alla fioritura i sepali sono patenti e appressati ai petali; la lamina delle foglie basali ha un contorno pentagonale;

- R. acris L. - Ranuncolo comune: il rizoma è breve; i segmenti delle foglie basali sono ben distanziati uno dall'altro (vedere Gruppo 6B della Sezione B).
- R. friesianus Jordan - Ranuncolo di Fries: il rizoma è allungato; i segmenti delle foglie basali si toccano sui bordi; l'altezza della pianta varia da 30 a 80 cm; la forma biologica è emicriptofita scaposa (H scap); il tipo corologico è Ovest Europeo. L'habitat tipico sono i prati montani; è raro e si trova solo in alcune località alpine fino ad una altitudine compresa tra 800 e 2000 m s.l.m..

- Gruppo 9B: il diametro dei fiori varia da 1 – 4 cm; l'altezza del fusto può arrivare a 100 cm; il ricettacolo è peloso;

- Gruppo di R. montanus: i peduncoli fiorali non sono solcati; le piante non sono alte più di 20 cm (vedere Gruppo 5B della Sezione B).

- Gruppo 11A:  i peduncoli fiorali sono solcati; le piante sono alte più di 20 cm; i sepali alla fioritura sono patenti;

- R. macrophyllus Desf. - Ranuncolo a foglie grandi: l'altezza della pianta varia da 30 a 50 cm; la forma biologica è emicriptofita scaposa (H scap); il tipo corologico è Sud Ovest Mediterraneo. L'habitat tipico sono i prati umidi lungo i torrenti; si trova solo in Sardegna fino ad una altitudine di 600 m s.l.m..

- Gruppo 11B: i peduncoli fiorali sono solcati; le piante sono alte più di 20 cm; i sepali alla fioritura sono pendenti e appressati al peduncolo;

- Gruppo 12A: le foglie inferiori (basali e cauline) sono palmatopartite, quelle superiori sono completamente divise in segmenti bratteiformi; gli acheni sono lunghi 3,5 – 4 mm;

- R. neapolitanus Ten. - Ranuncolo napoletano: l'altezza della pianta varia da 20 a 50 cm; la forma biologica è emicriptofita scaposa (H scap); il tipo corologico è Nord Est Mediterraneo. L'habitat tipico sono i prati umidi; si trova comunemente in Italia del sud e centrale fino ad una altitudine di 1200 m s.l.m..

- Gruppo 12B: le foglie superiori sono simili a quelle inferiori ma più ridotte e non divise; gli acheni sono più brevi di 3,5 mm;

- R. bulbosus L. - Ranuncolo bulboso: il segmento centrale delle foglie basali è quasi sempre picciolato; gli acheni sono lisci con un breve becco di 0,5 mm (vedere Gruppo 7A della Sezione B).
- R. pratensis Presl. - Ranuncolo dei prati: il segmento centrale delle foglie basali è sessile; gli acheni sono rugosi con un breve becco di 1 mm; l'altezza della pianta varia da 20 a 70 cm; la forma biologica è emicriptofita scaposa (H scap); il tipo corologico è Endemico. L'habitat tipico sono i prati umidi; si trova solo nelle isole fino ad una altitudine di 800 m s.l.m..

- Gruppo 8B: il becco degli acheni è uncinato;

- Gruppo 13A: il ricettacolo è pubescente; la lamina delle foglie basali è quasi completamente divisa;

- Gruppo di R. nemorosus: il contorno della lamina delle foglie basali è pentagonale; il becco degli acheni è breve. Questo gruppo polimorfo è composto da 6 specie (Ranunculus nemorosus DC., Ranunculus polyanthemoides Boreau., Ranunculus serpens Schrank, Ranunculus thomasii Ten., Ranunculus polyanthemophyllus Koch & Hess, Ranunculus polyanthemos L.); qui viene descritta la specie principale, le altre sono descritte nel paragrafo Sistematica della voce Ranunculus nemorosus.

- R. nemorosus DC. - Ranuncolo dei boschi: l'altezza della pianta varia da 30 a 80 cm; la forma biologica è emicriptofita scaposa (H scap); il tipo corologico è Sud Europeo. L'habitat tipico sono i boschi; è comune in tutto il territorio peninsulare (Alpi comprese) fino ad una altitudine di 2000 m s.l.m..

- R. brutius Ten. - Ranuncolo di Calabria: il contorno della lamina delle foglie basali è triangolare; il becco degli acheni è lungo 1/2 – 1/3 del frutto; l'altezza della pianta varia da 30 a 60 cm; la forma biologica è emicriptofita scaposa (H scap); il tipo corologico è Orofita – Sud Est Europeo. L'habitat tipico sono i boschi e le radure; si trova comunemente solo in Calabria fino ad una altitudine compresa fra 1200 e 1800 m s.l.m..

- Gruppo 13B: il ricettacolo è glabro; la lamina delle foglie basali è divisa su 2/3 – 3/4; il becco degli acheni è quasi nullo;

- R. lanuginosus L. - Ranuncolo lanuto: l'altezza della pianta varia da 30 a 70 cm; la forma biologica è emicriptofita scaposa (H scap); il tipo corologico è Europeo - Caucasico. L'habitat tipico sono i boschi di latifoglie; è comune su tutto il territorio italiano fino ad una altitudine di 1700 m s.l.m..

- Sezione C: il ciclo biologico delle piante è perenne; le foglie basali sono intere, quelle cauline sono completamente divise; il colore dei petali è giallo; il calice ha 5 sepali; la testa del frutto ha una forma ovale o cilindrica;

- Gruppo 1A: i fusti non sono più alti di 10 cm; le foglie si presentano glauche e lucide; le foglie basali sono intere con margine dentato o lobato nella parte apicale;

- R. hybridus Biria - Ranuncolo ibrido: i sepali sono lunghi 4 – 5 mm; gli acheni sono lunghi 3 - 4 mm; l'altezza della pianta varia da 5 a 8 cm; la forma biologica è geofita rizomatosa (G rhiz); il tipo corologico è Endemico Est Alpico. L'habitat tipico sono i pascoli alpini; si trova solo nelle Alpi orientali fino ad una altitudine compresa fra 1800 - 2600 m s.l.m..
- R. brevifolius Ten. - Ranuncolo a foglie brevi: i sepali sono lunghi 6 – 9 mm; gli acheni sono lunghi 2 - 3 mm; l'altezza della pianta varia da 5 a 10 cm; la forma biologica è geofita rizomatosa (G rhiz); il tipo corologico è Orofita - Sud Est Europeo. L'habitat tipico sono i pascoli subalpini; si trova solo negli Appennini centrali fino ad una altitudine compresa fra 1600 - 2400 m s.l.m..

- Gruppo 1B: i fusti sono alti da 20 a 50 cm; le foglie hanno un colore verde scuro e sono opache; le foglie basali hanno il margine completamente dentato;

- Gruppo di R. auricomus: (vedere Gruppo 6A della Sezione B).

- Sezione D: il ciclo biologico delle piante è perenne; le foglie hanno la lamina divisa (almeno quelle superiori); il colore dei petali è giallo; il calice ha 5 sepali; la testa del frutto ha una forma ovale o cilindrica;

- Gruppo 1A:  i fiori hanno un diametro di 4 – 6 mm;

- R. asiaticus L. - Ranuncolo asiatico: l'altezza della pianta varia da 15 a 40 cm; la forma biologica è emicriptofita scaposa (H scap); il tipo corologico è Sud Est Mediterraneo. L'habitat tipico sono i prati aridi; si trova molto raramente solo nella zona di Otranto fino ad una altitudine di 300 m s.l.m..

- Gruppo 1B: i fiori hanno un diametro minore di 4 cm;

- Gruppo 2A: alla fioritura i sepali sono penduli e appressati al peduncolo;

- Gruppo 3A: le foglie basali sono del tipo 1-2-pennatosette con segmenti estremi lunghi fino a 30 mm.

- R. illyricus L. - Ranuncolo illirico: i segmenti del primo ordine sono interi o con pochi lobi; tutta la pianta si presenta bianco-tomentosa;  l'altezza della pianta varia da 20 a 40 cm; la forma biologica è emicriptofita scaposa (H scap); il tipo corologico è Sud Est Europeo. L'habitat tipico sono i prati subalpini a substrato calcareo; si trova raramente nell'Italia del sud fino ad una altitudine compresa fra 1100 e 1900 m s.l.m..
- R. monspeliacus L. - Ranuncolo di Montpellier: i segmenti del primo ordine sono dentati o divisi; tutta la pianta si presenta con un tomento scuro (non bianco);  l'altezza della pianta varia da 10 a 50 cm; la forma biologica è emicriptofita scaposa (H scap); il tipo corologico è Nord Ovest Mediterraneo. L'habitat tipico sono i luoghi erbosi e umidi; sul territorio italiano è presente in modo discontinuo fino ad una altitudine di 1500 m s.l.m..

- Gruppo 3B: le foglie basali sono del tipo 2-4-pennatosette con segmenti estremi lunghi fino a 10 mm.

- R. isthmicus Boiss. - Ranuncolo dell'istmo: l'infiorescenza si compone di un solo fiore; l'achenio è lungo 5 – 7 mm ed ha un becco lungo come il carpello; (vedere Gruppo 1A della Sezione B).
- R. gracilis Clarke - Ranuncolo gracile: l'infiorescenza è formata da 1 – 5 fiori; l'achenio è lungo fino a 2 mm ed ha un becco breve; l'altezza della pianta varia da 25 a 30 cm; la forma biologica è emicriptofita scaposa (H scap); il tipo corologico è Nord Est Mediterraneo. L'habitat tipico sono i luoghi umidi; sul territorio italiano è presente solo in Sicilia fino ad una altitudine di 600 m s.l.m..

- Gruppo 2B: alla fioritura i sepali sono patenti e appressati ai petali;

- Gruppo 4A: la lamina delle foglie basali è del tipo reniforme con margini crenati o lobati (può essere divisa fino a ½ – 2/3);

- R. spicatus Guss. - Ranuncolo spicato: l'altezza della pianta varia da 15 a 30 cm; la forma biologica è emicriptofita scaposa (H scap); il tipo corologico è Orofita – Sud Ovest Mediterraneo. L'habitat tipico sono le rupi e i pascoli sassosi; sul territorio italiano è presente, ma raramente,  solo in Calabria e Sicilia fino ad una altitudine compresa fra 500 e 1000 m s.l.m..

- Gruppo 4B: la lamina delle foglie basali è completamente divisa;

- R. flabellatus Desf. - Ranuncolo paludoso: la parte basale del fusto è avvolta da fibre longitudinali; le foglie basali esterne sono intere o poco divise; l'altezza della pianta varia da 8 a 30 cm; la forma biologica è emicriptofita scaposa (H scap); il tipo corologico è Steno-Mediterraneo - Turanico. L'habitat tipico sono i prati aridi; sul territorio italiano è presente solamente sul versante adriatico fino ad una altitudine di 800 m s.l.m..
- Gruppo di R. millefoliatus: i fusti sono privi di fibre; le foglie basali sono tutte divise; la parte sotterranea del fusto è bulbifera; alla fioritura i sepali sono patenti;

- R. millefoliatus Vahl. - Ranuncolo millefoglio: le foglie terminano con lunghe lacinie; i sepali sono glabri; il becco degli acheni termina ad uncino; l'altezza della pianta varia da 10 a 30 cm; la forma biologica è emicriptofita scaposa (H scap); il tipo corologico è Orofita - Mediterraneo. L'habitat tipico sono i pascoli sassosi e aridi; sul territorio italiano è presente solamente al centro e al sud fino ad una altitudine compresa fra 500 e 1300 m s.l.m..
- R. garganicus Ten. - Ranuncolo del Gargano: le foglie terminano con segmenti ovati; i sepali sono pubescenti; il becco degli acheni è breve e diritto; l'altezza della pianta varia da 10 a 30 cm; la forma biologica è emicriptofita scaposa (H scap); il tipo corologico è Nord Mediterraneo. L'habitat tipico sono i pascoli aridi e le garighe; sul territorio italiano è presente soprattutto al sud fino ad una altitudine di 1200 m s.l.m..

- Sezione E: il ciclo biologico delle piante è annuale; le foglie hanno la lamina divisa (almeno quelle superiori); il colore dei petali è giallo; il calice ha 5 sepali;

- Gruppo 1A: il frutto a forma più o meno conica, in maturazione già durante la fioritura, è formato da moltissimi acheni (anche 100);

- R. sceleratus L. - Ranuncolo tossico: l'altezza della pianta varia da 15 a 50 cm; la forma biologica è terofita scaposa (T scap); il tipo corologico è Paleotemperato. L'habitat tipico sono i fossi, le rive dei torrenti e zone bagnate in genere; è comune su tutto il territorio italiano fino ad una altitudine di 1000 m s.l.m..

- Gruppo 1B: il frutto a forma ovoide (o sferica) è formato da 20 – 30 acheni;

- Gruppo 2A: alla fioritura i sepali sono patenti ed appressati ai petali;

- R. muricatus L. - Ranuncolo spinoso: le foglie sono parzialmente divise in segmenti più lunghi che larghi; l'altezza della pianta varia da 5 a 35 cm; la forma biologica è terofita scaposa (T scap); il tipo corologico è Eurimediterraneo. L'habitat tipico sono i prati umidi, le pozze e zone bagnate in genere; è comune su tutto il territorio italiano (un po' meno nelle Alpi centrali) fino ad una altitudine di 700 m s.l.m..
- R. arvensis L. - Ranuncolo dei campi: le foglie sono parzialmente divise in segmenti lunghi 5 – 10 volte la larghezza; l'altezza della pianta varia da 5 a 30 cm; la forma biologica è terofita scaposa (T scap); il tipo corologico è Paleotemperato (Archeofita). L'habitat tipico sono i campi coltivati (di frumento) aridi a substrato calcareo; è comune su tutto il territorio italiano fino ad una altitudine di 1300 m s.l.m..

- Gruppo 2B: alla fioritura i sepali sono penduli ed appressati al peduncolo;

- Gruppo 3A: i petali sono lunghi il doppio dei sepali; la superficie degli acheni è liscia o punteggiata;

- R. sardous Crantz - Ranuncolo sardo: gli acheni sono lunghi 2,5 – 3 mm con un becco lungo 1 mm; l'altezza della pianta varia da 5 a 45 cm; la forma biologica è terofita scaposa (T scap); il tipo corologico è Eurimediterraneo (Archeofita). L'habitat tipico sono i fanghi e zone umide a substrato acido; è comune su tutto il territorio italiano fino ad una altitudine di 1000 m s.l.m..
- R. marginatus D'Urv. - Ranuncolo marginato: gli acheni sono lunghi 3 - 4 mm con un becco lungo 0,5 mm; l'altezza della pianta varia da 5 a 45 cm; la forma biologica è terofita scaposa (T scap); il tipo corologico è Steno-Mediterraneo. L'habitat tipico sono i fanghi e zone umide; si trova raramente solo nelle isole fino ad una altitudine di 1500 m s.l.m..

- Gruppo 3B: i petali sono lunghi come i sepali o poco più; la superficie degli acheni è tubercolata o spinosa;

- Gruppo 4A: il ricettacolo è pubescente;

- R. trilobus Desf. - Ranuncolo trilobo: l'altezza della pianta varia da 5 a 40 cm; la forma biologica è terofita scaposa (T scap); il tipo corologico è Ovest Mediterraneo. L'habitat tipico sono i fanghi e zone umide; la distribuzione di questa pianta è discontinua e centrata sul mare Adriatico fino ad una altitudine di 600 m s.l.m..

- Gruppo 4B: il ricettacolo è glabro;

- R. parviflorus L. - Ranuncolo pargoletto: i peduncoli fiorali sono sottili; il becco degli acheni è lungo ¼ – 1/3 del rispettivo carpello; la superficie degli acheni è tubercolata; l'altezza della pianta varia da 15 a 30 cm; la forma biologica è terofita scaposa (T scap); il tipo corologico è Ovest Mediterraneo. L'habitat tipico sono i fanghi e campi incolti a substrato siliceo; questa pianta è distribuita su tutto il territorio italiano con prevalenza al nord fino ad una altitudine di 800 m s.l.m..
- R. chius DC. - Ranuncolo ingrossato: i peduncoli fiorali sono ingrossati nella parte apicale; il becco degli acheni è lungo 1/2 del rispettivo carpello; la superficie degli acheni è rugosa; l'altezza della pianta varia da 8 a 15 cm; la forma biologica è terofita scaposa (T scap); il tipo corologico è Est Mediterraneo. L'habitat tipico sono i prati umidi; la distribuzione sul territorio italiano è discontinua (centro e sud) fino ad una altitudine di 800 m s.l.m..

- Sezione F: il ciclo biologico delle piante è annuale; le foglie hanno la lamina continua; il colore dei petali è giallo; il calice ha 5 sepali;

- Gruppo 1A: nelle ramificazioni superiori i fiori sono sessili; il diametro dei fiori è di 2,5 – 3 mm;

- R. lateriflorus DC. - Ranuncolo a fiori sessili: l'altezza della pianta varia da 10 a 20 cm; la forma biologica è terofita scaposa (T scap); il tipo corologico è Paleotropicale. L'habitat tipico sono le paludi; la distribuzione sul territorio italiano è relativa al centro e alla Sicilia fino ad una altitudine compresa fra 500 e 1200 m s.l.m..

- Gruppo 1B: i fiori sono sempre peduncolati; il diametro dei fiori è di 5 – 10 mm;

- Gruppo 2A: la dimensione degli acheni non supera 1 mm; l'altezza delle piante è di pochi centimetri con foglie di tipo lineari-spatolate;

- R. batrachioides Pomel - Ranuncolo giallo-bianco: l'altezza della pianta varia da 2 a 10 cm; la forma biologica è terofita scaposa (T scap); il tipo corologico è Sud Ovest Mediterraneo. L'habitat tipico sono gli acquitrini; si trova solo in Sardegna fino ad una altitudine di 300 m s.l.m..

- Gruppo 2B: la dimensione degli acheni è di 1,5 mm; l'altezza delle piante è di alcuni decimetri; le foglie inferiori sono lanceolate-ovali;

- Gruppo di R. ophioglossifolius: specie annue (anche perenni) con foglie a lamina continua viventi in zone umide e paludose

- R. ophioglossifolius Vill. - Ranuncolo con foglie di Ofioglosso: l'altezza della pianta varia da 25 a 50 cm; la forma biologica è terofita scaposa (T scap); il tipo corologico è Eurimediterraneo. L'habitat tipico sono le paludi e le sponde dei corsi d'acqua; si trova raramente su tutto il territorio italiano ad esclusione delle regioni nord-occidentali fino ad una altitudine di 600 m s.l.m..
- R. fontanus Presl - Ranuncolo delle fonti: l'altezza della pianta varia da 5 a 25 cm; la forma biologica è emicriptofita scaposa (H scap), e quindi perenne, ma anche terofita; il tipo corologico è Orofita – Nord Est Mediterraneo. L'habitat tipico sono gli ambienti umidi; si trova raramente al sud e nelle isole (Sardegna esclusa) fino ad una altitudine compresa fra 600 e 1400 m s.l.m..
- R. revelieri Boreau - Ranuncolo di Reveilliere: l'altezza della pianta varia da 10 a 20 cm; la forma biologica è terofita scaposa (T scap); il tipo corologico è Endemico. L'habitat tipico sono le sponde dei corsi d'acqua; si trova solo in Sardegna.

- Sezione G: il ciclo biologico delle piante è perenne; le foglie hanno la lamina continua; il colore dei petali è giallo; il calice ha 5 sepali;

- Gruppo 1A: i fusti sono scapiformi e afilli con un solo fiore con 5 – 7 petali; le foglie basali formano una rosetta;

- R. bullatus L. - Ranuncolo rosulato: l'altezza della pianta varia da 8 a 20 cm; la forma biologica è emicriptofita rosulata (H ros); il tipo corologico è Steno- Mediterraneo. L'habitat tipico sono i pascoli e le radure; si trova al sud e nelle isole fino ad una altitudine di 800 m s.l.m..

- Gruppo 1B: i fusti sono fogliosi e pluriflori con fiori a 5 petali;

- Gruppo 2A: la forma delle foglie è lineare, un po' ovata ma sempre più lunghe che larghe;

- Gruppo 3A: il fusto ha una consistenza tenace (è sottile ma pieno) e alla base è avvolto da fibre di colore bruno; le foglie sono in maggioranza basali e del tipo graminiforme; gli acheni sono arrotondati sul dorso;

- R. gramineus L. - Ranuncolo gramineo: l'altezza della pianta varia da 20 a 40 cm; la forma biologica è emicriptofita scaposa (H scap); il tipo corologico è Orofita – Sud Ovest Europeo. L'habitat tipico sono i pascoli a substrato calcareo; si trova nell'Italia centrale fino ad una altitudine compresa tra 250 e 1600 m s.l.m..

- Gruppo 3B: il fusto ha una consistenza flaccida (è tubuloso e compressibile) e senza fibre; le foglie sono sia basali che cauline; gli acheni sono inspessiti (tipo carena) sul dorso;

- R. lingua L. - Ranuncolo delle canne: il diametro dei fiori è di 3 cm; l'altezza della pianta varia da 20 a 120 cm; la forma biologica è emicriptofita scaposa (H scap) ma anche elofita (He); il tipo corologico è Eurasiatico - Temperato. L'habitat tipico sono le paludi, bordi di stagni e zone acquose; è comune in tutta Italia fino ad una altitudine di 600 m s.l.m..
- R. flammula L. - Ranuncolo delle passere: il diametro dei fiori è minore di 2 cm; il portamento del fusto è eretto e non è radicante ai nodi; le foglie maggiori sono larghe 5 – 10 mm; l'altezza della pianta varia da 20 a 40 cm; la forma biologica è emicriptofita scaposa (H scap) ma anche idrofita radicante (I rad); il tipo corologico è Eurasiatico. L'habitat tipico sono i fanghi e suoli umidi; si trova nell'Italia del nord e centrale (Sardegna compresa) fino ad una altitudine di 2000 m s.l.m..
- R. reptans L. - Ranuncolo reptante: il diametro dei fiori è minore di 2 cm; il portamento del fusto è strisciante ed è radicante ai nodi; le foglie al massimo raggiungono i 2 mm di larghezza; l'altezza della pianta varia da 5 a 15 cm; la forma biologica è idrofita radicante (I rad) ma anche emicriptofita cespitosa (H caesp) ; il tipo corologico è Eurosiberiano. L'habitat tipico sono i fanghi e suoli umidi con inondazioni frequenti; si trova raramente nell'Italia del nord fino ad una altitudine compresa tra 200 e 1800 m s.l.m..

- Gruppo 2B: la lamina delle foglie ha una forma orbicolare o reniforme (lunghe quanto larghe);

- Gruppo 4A: le piante sono alte pochi centimetri e si presentano pubescenti; le foglie hanno un colore verde opaco;

- R. cymbalarifolius Balbis - Ranuncolo a foglie di cimbalaria: (vedere Gruppo 8A della Sezione B).

- Gruppo 4B: le piante sono alte fino a 25 cm e si presentano glabre; le foglie hanno un colore verde-glauco lucido;

- Gruppo 5A: le piante sono alte da 10 a 25 cm; le foglie maggiori hanno una lamina di 4-8 x 3-7 cm; le foglie cauline inferiori sono reniformi con un dente centrale ungo 1/10 della lamina;

- R. thora L. - Ranuncolo Erba-tora: l'altezza della pianta varia da 10 a 25 cm; la forma biologica è geofita rizomatosa (G rhiz); il tipo corologico è Orofita – Sud Europeo. L'habitat tipico sono i pascoli aridi subalpini su substrato calcareo; si trova sui rilievi alpini e appenninici fino ad una altitudine compresa fra 1000 e 2200 m s.l.m..

- Gruppo 5B:  le piante sono alte meno di 10 cm; le foglie maggiori hanno una lamina di 2-3 x 1-1,5 cm; le foglie cauline inferiori sono triforcate con incisioni di 1/3-1/2 della lamina;

- R. hybridus Biria - Ranuncolo ibrido: i sepali sono lunghi 4 – 5 mm; gli acheni sono lunghi 3 - 4 mm; (vedere Gruppo 1A della Sezione C).
- R. brevifolius Ten. - Ranuncolo a foglie brevi: i sepali sono lunghi 6 – 9 mm; gli acheni sono lunghi 2 - 3 mm; (vedere Gruppo 1A della Sezione C).

- Sezione H: il colore dei petali è bianco;

- Gruppo 1A: il margine delle foglie è intero;

- R. pyrenaeus L. - Ranuncolo dei Pirenei: le foglie sono del tipo graminiformi; l'altezza della pianta varia da 10 a 30 cm; la forma biologica è emicriptofita scaposa (H scap); il tipo corologico è Orofita – Sud Ovest Europeo. L'habitat tipico sono i pascoli alpini; si trova solo nelle Alpi ad una altitudine compresa fra 1700 e 2600 m s.l.m..
- R. parnassifolius L. - Ranuncolo con foglie di Parnassia: le foglie hanno una forma lanceolato-ovali; l'altezza della pianta varia da 5 a 8 cm; la forma biologica è emicriptofita scaposa (H scap); il tipo corologico è Orofita – Sud Ovest Europeo. L'habitat tipico sono le ghiaie e i pendii franosi su substrato calcareo; si trova solo nelle Alpi ad una altitudine compresa fra 2100 e 2800 m s.l.m..

- Gruppo 1B: il margine delle foglie è crenato, lobato o più o meno diviso;

- Gruppo 2A: il margine delle foglie basali è crenato o diviso fino ad 1/3 della lamina;

- R. magellensis Ten. - Ranuncolo della Majella: i petali sono arrotondati o crenati all'apice; l'altezza della pianta varia da 4 a 10 cm; la forma biologica è emicriptofita scaposa (H scap); il tipo corologico è Endemico. L'habitat tipico sono le vallette nivali su substrato calcareo; si trova solo negli Abruzzi ad una altitudine compresa fra 2000 e 2600 m s.l.m..
- R. bilobus Bertol. - Ranuncolo bilobo: i petali sono bilobati; l'altezza della pianta varia da 8 a 12 cm; la forma biologica è emicriptofita scaposa (H scap); il tipo corologico è Endemico. L'habitat tipico sono i pascoli sassosi e le rupi su substrato calcareo; si trova solo nelle Alpi centrali ad una altitudine compresa fra 1400 e 2000 m s.l.m..

- Gruppo 2B: il margine delle foglie basali è diviso su almeno i 4/10 della lamina;

- Gruppo 3A: i petali sono sfumati di rosso; i sepali sono ricoperti da un denso tomento ferruginoso;

- R. glacialis L. - Ranuncolo glaciale: l'altezza della pianta varia da 6 a 12 cm; la forma biologica è emicriptofita scaposa (H scap); il tipo corologico è Artico-Alpico (Europeo). L'habitat tipico sono le ghiaie e le pietraie su substrato siliceo; si trova solo nelle Alpi ad una altitudine compresa fra 2000 e 3100 m s.l.m..

- Gruppo 3B: i petali sono bianchi; i sepali possono essere glabri o pubescenti;

- Gruppo 4A: le piante sono alte fino a 25 cm; lo scapo è prevalentemente unifloro; le foglie si presentano lucide con un diametro massimo di 3 cm;

- Gruppo 5A: il fusto è pubescente; le foglie sono 2-3 volte palmatosette e poco differenziate tra quelle basali e quelle cauline; il ricettacolo è pubescente;

- R. seguieri Vill. - Ranuncolo di Seguier: l'altezza della pianta varia da 5 a 10 cm; la forma biologica è emicriptofita scaposa (H scap); il tipo corologico è Orofita – Sud Ovest Europeo. L'habitat tipico sono i pendii franosi su substrato calcareo; si trova nelle Alpi e negli Appennini centrali ad una altitudine compresa fra 1800 e 2600 m s.l.m..

- Gruppo 5B: il fusto è glabro; le foglie basali sono palmato-lobate in modo semplice, quelle cauline sono più ridotte; il ricettacolo è glabro;

- R. alpestris L. - Ranuncolo alpestre: i segmenti delle foglie basali confluiscono su 2/5 – 3/5 della lamina; le foglie cauline sono del tipo triforcato; l'altezza della pianta varia da 3 a 6 cm; la forma biologica è emicriptofita scaposa (H scap); il tipo corologico è Orofita – Sud Europeo. L'habitat tipico sono le vallette nivali su substrato calcareo; si trova nelle Alpi ad una altitudine compresa fra 2200 e 2800 m s.l.m..
- R. traunfellneri Hoppe - Ranuncolo di Traunfellner: le foglie basali sono completamente divise; le foglie cauline sono più semplici; l'altezza della pianta varia da 3 a 6 cm; la forma biologica è emicriptofita scaposa (H scap); il tipo corologico è Subendemico. L'habitat tipico sono i pascoli alpini; si trova nelle Alpi (Cadore - Carnia) ad una altitudine compresa fra 1500 e 2300 m s.l.m..

- Gruppo 4B: le piante sono alte da 20 a 120 cm; lo scapo è copiosamente ramoso e multifloro; le foglie si presentano opache con un diametro superiore a 4 cm;

- R. aconitifolius L. - Ranuncolo a foglie d'Aconito: le foglie basali sono completamente divise in 5 segmenti palmati; i peduncoli fiorali sono pubescenti; l'altezza della pianta varia da 20 a 40 cm; la forma biologica è emicriptofita scaposa (H scap); il tipo corologico è Europeo. L'habitat tipico sono i pascoli umidi e prati torbosi; si trova nelle Alpi ad una altitudine compresa fra 500 e 2200 m s.l.m..
- R. platanifolius L. - Ranuncolo a foglie di Platano: le foglie basali sono divise fino a 1/8 della lamina; i peduncoli fiorali sono glabri; l'altezza della pianta varia da 30 a 60 cm; la forma biologica è emicriptofita scaposa (H scap); il tipo corologico è Europeo. L'habitat tipico sono i boschi, forre e cespuglietti; si trova nelle Alpi e in parte negli Appennini ad una altitudine compresa fra 800 e 2000 m s.l.m..

- Subgenere Ranunculus: piante acquatiche con fusti molli e peduncoli fruttiferi curvi (il ciclo biologico in prevalenza è perenne);

- Sezione A: le lamine delle foglie sono ben sviluppate (almeno quelle superiori):

- Gruppo 1A: il ricettacolo è glabro;

- R. omiophyllus Ten. - Ranuncolo ederaceo: i segmenti delle foglie sono ristretti alla base; i petali sono lunghi il doppio e più dei sepali; l'altezza (lunghezza) della pianta varia da 20 a 40 cm; la forma biologica è idrofita radicante (I rad); il tipo corologico è Ovest Mediterraneo-Atlantico. L'habitat tipico sono i stagni, le paludi e le sorgenti; si trova nel sud dell'Italia fino ad una altitudine di 1000 m s.l.m..
- R. hederaceus L.: i segmenti delle foglie sono allargati alla base; i petali sono lunghi al massimo 1,5 volte i sepali; l'altezza (lunghezza) della pianta varia da 20 a 40 cm; la forma biologica è idrofita radicante (I rad); il tipo corologico è Ovest Europeo. La presenza in Italia è dubbia.

- Gruppo 1B: il ricettacolo è pubescente;

- Gruppo 2A: gli acheni sono alati e glabri; il ricettacolo alla fruttificazione è allungato;

- R. baudotii Godron - Ranuncolo di Baudot: l'altezza (lunghezza) della pianta varia da 20 a 50 cm; la forma biologica è idrofita radicante (I rad); il tipo corologico è Mediterraneo-Atlantico. L'habitat tipico sono le acque salmastre dei litorali; si trova nel sud dell'Italia e nelle isole (forse nelle Alpi), rimane a quote planiziali.

- Gruppo 2B: gli acheni non sono alati e sono pubescenti; il ricettacolo non è allungato alla fruttificazione;

- Gruppo 3A: il peduncolo del frutto è più breve del picciolo della foglia opposta; la fossetta nettarifera alla base del petalo è circolare; il margine della lamina fogliare è dentato;

- R. aquatilis L. - Ranuncolo acquatico: l'altezza (lunghezza) della pianta varia da 20 a 150 cm; la forma biologica è idrofita radicante (I rad); il tipo corologico è Subcosmopolita. L'habitat tipico sono le acque limpide e stagnanti o lentamente fluenti; è comune in tutta l'Italia fino ad una altitudine di 400 m s.l.m..

- Gruppo 3B: il peduncolo del frutto è più lungo del picciolo della foglia opposta; la fossetta nettarifera alla base del petalo non ha una forma circolare; il margine della lamina fogliare è crenato;

- Gruppo 4A: la fossetta nettarifera alla base del petalo ha una forma di mezzaluna; i petali non sono lunghi più di 6 mm; il ricettacolo è allungato alla fruttificazione;

- R. saniculifolius Viv. - Ranuncolo delle pozze: l'altezza (lunghezza) della pianta varia da 10 a 30 cm; il ciclo biologico è annuo; la forma biologica è idrofita radicante (I rad); il tipo corologico è Steno-Mediterraneo. L'habitat tipico sono le pozze e stagni (anche salmastri); si trova solo al sud e nelle isole, rimane a quote planiziali.

- Gruppo 4B: la fossetta nettarifera alla base del petalo ha una forma ovale; i petali sono lunghi più di 10 mm; il ricettacolo non è allungato alla fruttificazione;

- R. peltatus Schrank - Ranuncolo peltato: le foglie sono più corte degli internodi corrispondenti; i segmenti delle foglie sono divergenti; l'altezza (lunghezza) della pianta varia da 20 a 60 cm; la forma biologica è idrofita radicante (I rad); il tipo corologico è Europeo. L'habitat tipico sono i fossi e acquitrini; è presente raramente al centro e al sud dell'Italia (forse nelle Alpi orientali) fino ad una altitudine di 100 m s.l.m..
- R. penicillatus (Dumort.) Bab. - Ranuncolo pennello: le foglie sono più lunghe degli internodi corrispondenti; i segmenti delle foglie sono più o meno paralleli; l'altezza (lunghezza) della pianta varia da 50 a 300 cm; la forma biologica è idrofita radicante (I rad); il tipo corologico è Subatlantico. L'habitat tipico sono le acque sia correnti che calme; è presente raramente al nord-ovest dell'Italia e in Sardegna fino ad una altitudine di 300 m s.l.m..

- Sezione B: tutte le foglie sono divise in lacinie capillari;

- Gruppo 1A: tutte le lacinie delle foglie sono complanari, sono rigide, divergenti e non molto lunghe; le lacinie se tolte dall'acqua tendono a rimanere divergenti;

- R. circinatus Sibth. - Ranuncolo circinnato: l'altezza (lunghezza) della pianta varia da 20 a 40 cm; la forma biologica è idrofita radicante (I rad); il tipo corologico è Eurasiatico - Temperato. L'habitat tipico sono le acque stagnanti o lentamente fluenti; è presente in modo discontinuo al nord e al sud dell'Italia fino ad una altitudine di 200 m s.l.m..

- Gruppo 1B: le lacinie delle foglie si dispongono su più piani, sono flaccide, e lunghe fino a 5 cm; le lacinie se tolte dall'acqua tendono a riunirsi a pennello;

- Gruppo 2A: gli acheni sono alati; i sepali possono essere sfumati di blu;

- R. baudotii Godron - Ranuncolo di Baudot: (vedere gruppo 2A della Sezione A).

- Gruppo 2B: gli acheni non sono alati; i sepali non sono bluastri;

- Gruppo 3A: la lunghezza dei petali è maggiore di 5 mm; i petali sono ricoprenti sui bordi; la fossetta nettarifera alla base del petalo ha una forma circolare o di fiamma;

- Gruppo 4A: le foglie sono più lunghe degli internodi corrispondenti; i segmenti delle foglie sono più o meno paralleli;

- R. fluitans Lam. - Ranuncolo fluitante: i segmenti delle foglie sono forcati non più di 4 volte; il ricettacolo è glabro; l'altezza (lunghezza) della pianta varia da 10 a 600 cm; la forma biologica è idrofita radicante (I rad); il tipo corologico è Circumboreale. L'habitat tipico sono le acque turbolenti o veloci; è presente in modo discontinuo al nord e al sud dell'Italia fino ad una altitudine di 600 m s.l.m..
- R. penicillatus (Dumort.) Bab. - Ranuncolo pennello: i segmenti delle foglie sono forcati più di 4 volte; il ricettacolo è pubescente; (vedere gruppo 4B della Sezione A).

- Gruppo 4B: le foglie sono più corte degli internodi corrispondenti; i segmenti delle foglie sono divergenti;

- R. aquatilis L. - Ranuncolo acquatico: i peduncoli alla fruttificazione sono minori di 5 cm;  la fossetta nettarifera alla base del petalo ha una forma circolare; (vedere gruppo 3A della Sezione A).
- R. peltatus Schrank - Ranuncolo peltato: i peduncoli alla fruttificazione sono maggiori di 5 cm;  la fossetta nettarifera alla base del petalo ha una forma ovale; (vedere gruppo 4B della Sezione A).

- Gruppo 3B: la lunghezza dei petali al massimo raggiungono i 5 mm; i petali non sono ricoprenti sui bordi; la fossetta nettarifera alla base del petalo ha una forma di mezzaluna;

- R. trichophyllus Chaix. - Ranuncolo a foglie capillari: gli acheni sono lunghi più di 1,5 mm; l'altezza (lunghezza) della pianta varia da 20 a 150 cm; la forma biologica è idrofita radicante (I rad); il tipo corologico è Europeo. L'habitat tipico sono le acque lente o stagnanti; è presente in tutta Italia fino ad una altitudine di 800 m s.l.m..
- R. rionii Lagger - Ranuncolo di Rion: gli acheni sono lunghi meno di 1 mm; l'altezza (lunghezza) della pianta varia da 20 a 150 cm; il ciclo biologico della pianta è annuo; la forma biologica è idrofita radicante (I rad); il tipo corologico è Eurasiatico. L'habitat tipico sono i fossi e le paludi; è rarissima e si trova solamente nella zona del lago di Garda ad una altitudine di 100 m s.l.m..

## Elenco specie spontanee alpine italiane
Delle 80 e più specie  spontanee della flora italiana circa una cinquantina vivono sull'arco alpino. La tabella seguente mette in evidenza alcuni dati relativi all'habitat, al substrato e alla distribuzione di questi fiori relativamente allo specifico areale alpino.
| Specie                | Comunità vegetali | Piani vegetazionali         | Substrato  | pH            | Livello trofico | H2O         | Ambiente       | Zona alpina                                |
| --------------------- | ----------------- | --------------------------- | ---------- | ------------- | --------------- | ----------- | -------------- | ------------------------------------------ |
| R. aconitifolius      | 11                | subalpino montano           | Ca/Si – Si | neutro        | alto            | bagnato     | D2 F3 F5 G2 I2 | tutto l'arco alpino (escl. TN BL)          |
| R. acris              | 11                | subalpino montano collinare | Ca – Si    | neutro        | medio           | medio       | F3             | tutto l'arco alpino                        |
| R. aduncus            | 14                | subalpino montano           | Ca         | basico        | medio           | medio umido | B6 I1 I2       | CN TO                                      |
| R. alpestris          | 3                 | alpino subalpino            | Ca         | basico neutro | basso           | umido       | C3 C4 F6       | tutto l'arco alpino                        |
| R. aquatilis          | 1                 | collinare                   | Ca/Si – Si | neutro        | alto            | bagnato     | A1             | TO AO VC NO SO BS TV                       |
| R. arvensis           | 2                 | montano collinare           | Ca - Si    | basico neutro | medio           | umido       | B1             | tutto l'arco alpino (escl. VA BL)          |
| R. auricomus          | 14                | montano collinare           | Ca - Si    | neutro        | medio           | umido       | I2             | tutto l'arco alpino (escl. CN VC NO BG BS) |
| R. baudotii           | 2                 | collinare                   | Ca – Si    | neutro        | basico medio    | bagnato     | A4             | BZ?                                        |
| R. bilobus            | 10                | alpino subalpino            | Ca         | basico neutro | basso           | medio       | C4 F5          | BG BS TN                                   |
| R. breyninus          | 3                 | subalpino montano collinare | Ca – Si    | neutro        | basso           | medio       | F3 F7 I1 I2 I3 | VC NO VA CO BG SO TN BZ                    |
| R. bulbosus           | 9                 | montano collinare           | Ca - Si    | basico neutro | basso           | secco       | F2             | tutto l'arco alpino                        |
| R. carinthiacus       | 10                | alpino subalpino            | Ca         | basico        | medio           | secco       | F5             | CO BG BS TN BZ BL UD                       |
| R. circinatus         | 1                 | collinare                   | Ca – Ca/Si | neutro        | medio           | bagnato     | A1             | CO BG BS TN BZ BL                          |
| R. ficaria            | 14                | montano collinare           | Ca – Si    | neutro        | alto            | umido       | I2             | tutto l'arco alpino (escl. TO VA CO BL)    |
| R. flammula           | 7                 | montano collinare           | Ca/Si – Si | neutro        | basso           | bagnato     | E1             | tutto l'arco alpino (escl. AO BS BL)       |
| R. fluitans           | 1                 | montano collinare           | Ca – Si    | neutro        | medio           | bagnato     | A2             | NO BG BS SO BZ                             |
| R. friesianus         | 11                | subalpino montano collinare | Ca – Si    | neutro        | alto            | medio       | F3             | TO AO NO BL UD                             |
| R. garganicus         | 9                 | montano collinare           | Ca         | basico neutro | basso           | arido       | B6 F2          | CN?                                        |
| R. glacialis          | 3                 | nivale alpino               | Si         | acido         | basso           | umido       | C3             | tutto l'arco alpino                        |
| R. gramineus          | 9                 | montano collinare           | Ca - Ca/Si | basico neutro | basso           | arido       | F2             | CN                                         |
| R. grenieranus        | 10                | alpino subalpino            | Si         | acido         | medio           | medio       | F3 F5          | CN TO AO VC NO CO BG BS TN BZ              |
| R. hybridus           | 10                | alpino subalpino            | Ca         | basico neutro | basso           | secco       | C3 F5          | CO SO BG TN BZ BL UD hybridus              |
| R. lanuginosus        | 14                | subalpino montano           | Ca – Ca/Si | neutro        | alto            | umido       | I2             | tutto l'arco alpino                        |
| R. lingua             | 6                 | collinare                   | Ca/Si – Si | neutro        | medio           | bagnato     | A3             | TO BS TN BZ                                |
| R. monspeliacus       | 9                 | collinare                   | Ca – Si    | neutro acido  | medio           | arido       | B1 B2 F2       | AO                                         |
| R. montanus           | 10                | alpino subalpino montano    | Ca – Ca/Si | basico neutro | alto            | medio       | F3 F5          | tutto l'arco alpino (escl. VC NO)          |
| R. muricatus          | 2                 | collinare                   | Ca – Si    | neutro        | medio           | umido       | A4 E1 F3       | TV                                         |
| R. parnassifolius     | 3                 | alpino                      | Ca         | basico        | basso           | secco       | C3             | CN TO SO BZ TN BL UD                       |
| R. parviflorus        | 2                 | collinare                   | Si         | acido         | medio           | medio       | B1 B2          | BS VR VI TN                                |
| R. peltatus           | 1                 | collinare                   | Si         | acido         | basso           | bagnato     | A1             | UD?                                        |
| R. penicillatus       | 1                 | collinare                   | Ca – Si    | neutro        | medio           | bagnato     | A2             | TN VR VI BL                                |
| R. platanifolius      | 11                | subalpino                   | Ca - Ca/Si | neutro        | medio           | medio       | I2             | tutto l'arco alpino (escl. CN)             |
| R. polyanthemoides    | 11                | collinare                   | Si         | acido         | basso           | medio       | F3             | CN? TO?                                    |
| R. polyanthemophyllus | 9                 | montano collinare           | Ca – Si    | neutro        | alto            | medio       | F2 F7          | AO CO BG BS TN BZ BL UD                    |
| R. polyanthemos       | 9                 | montano collinare           | Ca – Si    | neutro        | basso           | secco       | F7 G4 I2 I3    | UD?                                        |
| R. pygmaeus           | 8                 | alpino                      | Si         | acido         | basso           | umido       | F6             | BZ                                         |
| R. pyrenaeus          | 10                | alpino subalpino            | Si         | acido         | basso           | medio       | F5             | tutto l'arco alpino (escl. CN VA CO UD)    |
| R. repens             | 11                | montano collinare           | Ca – Si    | neutro        | alto            | umido       | F3             | tutto l'arco alpino                        |
| R. reptans            | 1                 | subalpino montano collinare | Ca – Si    | neutro        | basso           | bagnato     | A1 A4          | AO NO VA CO BG SO BS TN                    |
| R. rionii             | 1                 | collinare                   | Ca – Si    | neutro        | medio           | bagnato     | A1             | TN                                         |
| R. sardous            | 11                | collinare                   | Ca – Si    | neutro        | medio           | umido       | F3             | tutto l'arco alpino (escl. CN AO VC VA)    |
| R. sceleratus         | 2                 | montano collinare           | Ca – Ca/Si | basico neutro | alto            | umido       | B5             | TO VA CO BG BS TN BZ BL                    |
| R. seguieri           | 3                 | alpino                      | Ca         | basico neutro | basso           | medio       | C3             | TO BG BS TN BZ BL UD                       |
| R. serpens            | 14                | montano collinare           | Ca – Si    | neutro        | medio           | medio       | I2             | SO                                         |
| R. thora              | 10                | subalpino montano           | Ca         | basico        | basso           | secco       | F5             | CN CO BG SO BS TN BL                       |
| R. traunfellneri      | 3                 | alpino subalpino            | Ca         | basico        | basso           | umido       | C3 F5 F6       | BL UD                                      |
| R. trichophyllus      | 1                 | montano collinare           | Ca - Si    | neutro        | alto            | bagnato     | A2             | tutto l'arco alpino (escl. CO BS)          |
| R. tuberosus          | 11                | alpino subalpino            | Ca         | basico-neutro | basso           | secco       | C3             | CN VA CO SO TN BZ BL                       |
| R. velutinus          | 11                | collinare                   | Ca – Si    | neutro        | medio           | umido       | B6 F3          | BG VI                                      |
| R. venetus            | 10                | alpino subalpino            | Ca         | basico neutro | alto            | medio       | F3 F5          | BG BS VI VR TV BL TN PN UD                 |

Legenda e note alla tabella.

Per il “substrato” con “Ca/Si” si intendono rocce di carattere intermedio (calcari silicei e simili); vengono prese in considerazione solo le zone alpine del territorio italiano (sono indicate le sigle delle province).
Comunità vegetali:
1   = comunità acquatiche natanti o sommerse
2   = comunità terofiche pioniere nitrofile
3   = comunità delle fessure, delle rupi e dei ghiaioni
6   = comunità delle megaforbie acquatiche
7   = comunità delle paludi e delle sorgenti
8   = comunità delle vallette nivali alpine
9   = comunità a emicriptofite e camefite delle praterie rase magre secche
10  = comunità delle praterie rase dei piani subalpino e alpino con dominanza di emicriptofite
11  = comunità delle macro- e megaforbie terrestri
14  = comunità forestali
Ambienti:
A1 = acque permanenti
A4 = ambienti umidi, temporaneamente inondati o a umidità variabile
A3 = ambienti acquatici come rive, stagni, fossi e paludi
A4 = ambienti umidi, temporaneamente inondati o a umidità variabile
B1 = campi, colture e incolti
B2 = ambienti ruderali, scarpate
B5 = rive, vicinanze corsi d'acqua
B6 = tagli rasi forestali, schiarite, strade forestali
C3 = ghiaioni, morene e pietraie
C4 = campi solcati
D2 = bordi dei ruscelli
E1 = paludi e torbiere basse
F2 = praterie rase, prati e pascoli dal piano collinare al subalpino
F3 = prati e pascoli mesofili e igrofili
F5 = praterie rase subalpine e alpine
F6 = vallette nivali
F7 = margini erbacei dei boschi
G2 = praterie rase dal piano collinare a quello alpino
G4 = arbusteti e margini dei boschi
I1 = boschi di conifere
I2 = boschi di latifoglie
I3 = querceti submediterranei